# Kolchidzki Park Narodowy
Kolchidzki Park Narodowy (gruz. კოლხეთის ეროვნული პარკი) — park narodowy w zachodniej Gruzji, położony pomiędzy regionami Guria i Megrelia-Górna Swanetia. Leży na nadmorskiej równinie nad Morzem Czarnym, w regionie zwanym w starożytności Kolchidą, od której wziął nazwę – Kolchida w języku gruzińskim to Kolcheti (კოლხეთი).
Park narodowy utworzono w roku 1998 na bazie istniejącego tu już od 1947 roku rezerwatu przyrody. W 1996 Gruzja podpisała Konwencję ramsarską o obszarach wodno-błotnych mających znaczenie międzynarodowe, zwłaszcza jako środowisko życia ptactwa wodnego, i znajdujący się tu rezerwat przyrody został nią objęty. Park narodowy zajmuje 285 km² powierzchni, a ponad połowa to obszary podmokłe. Tutejsze torfowiska istnieją już kilka tysięcy lat i osiągają miąższość ponad 12 m. Od otwartego morza teren ogranicza pas wydm o wysokości 2–3 m. Przepływają tu niewielkie rzeki, jest tu także kilka jezior, w tym największe Paliastomi, które znajduje się w południowo-zachodniej części parku narodowego, tuż przy mieście Poti. Ma 18,2 km² powierzchni i 3,2 m głębokości. Jest ono najłatwiej dostępne i chętnie odwiedzane przez turystów ze względu na swoją dużą populację ptactwa, w tym 21 zagrożonych gatunków.
Pod względem florystycznym charakterystyczne dla tego obszaru są podmokłe lasy, a dominujące gatunki drzew to olcha, wierzba, dąb i jesion. Mimo dużego wpływu człowieka nadal występują tu zbiorowiska endemicznych i reliktowych gatunków roślin na terenach mokradeł. Wśród tych najbardziej interesujących jest skrzydłorzech kaukaski.
Strefa przybrzeżna parku, w połączeniu z przyległym obszarem morskim, stanowi część jednego z głównych szlaków migracji ptaków do Afryki i Eurazji. W parku narodowym można spotkać ponad 194 rodzaje gatunków ptaków, w tym 21 wędrownych. Najlepsze miesiące do odwiedzenia to wrzesień i październik, kiedy duże i małe ptaki drapieżne można zauważyć tu podczas migracji na południe, lub okres od stycznia do maja, kiedy zimują tutaj łabędzie, gęsi, kaczki i inne ptaki wodne oraz pelikany i bociany. Żyją tu także bociany czarne oraz żurawie i czaple białe.
Administracja i centrum turystyczne parku narodowego znajduje się na południowym skraju Poti, 4 km od centrum miasta, na głównej drodze w kierunku Batumi. W sezonie organizuje się wycieczki łodziami lub pontonami po jeziorze Paliastomi oraz spływy po rzece Piczori.